# 2009年の航空
< 2009年
2008年の航空 - 2009年の航空 - 2010年の航空

## 航空に関する出来事
- 1月15日 - ハドソン川に、USエアウェイズ1549便エアバスA320-214が不時着水するも、犠牲者は無し（「USエアウェイズ1549便不時着水事故」）。
- 2月12日 - クラレンス・センター（バッファロー・ナイアガラ国際空港の手前10km）で、コンチネンタル航空3407便ボンバルディア Q400が墜落（「コンチネンタル航空3407便墜落事故」）。
- 2月25日 - スキポール国際空港から1.5Kmの草地で、トルコ航空1951便ボーイング737-8F2が墜落（「トルコ航空1951便墜落事故」）。
- 3月5日 - 空陸両用の軽飛行機Terrafugia Transitionの試作機が初飛行。
- 3月23日 - 成田国際空港で、フェデックス・エクスプレス80便マクドネル・ダグラス MD-11F貨物機が着陸に失敗。機長・副操縦士が亡くなった（「フェデックス・エクスプレス80便着陸失敗事故」）。
- 3月29日 - 2007年に設立されたボリビアーナ航空（ボリビアの航空会社）が就航。
- 4月4日 - アメリカの無人戦闘攻撃機、アヴェンジャー（通称：プレデターC）が初飛行。
- 4月29日 - セネガル国際航空が運航休止（2011年から後継のセネガル航空が運航）。
- 6月1日 - 大西洋上で、エールフランス447便エアバスA330-200が墜落（「エールフランス447便墜落事故」）。
- 6月30日 - コモロに近いインド洋上で、イエメニア626便エアバスA310-324が墜落（「イエメニア626便墜落事故」）。
- 7月15日 - ガズヴィーン郊外のジャンナターバード村近くで、カスピアン航空7908便Tupolev Tu-154Mが墜落（「カスピアン航空7908便墜落事故」）。
- 7月15日 - 中国の地域路線用ジェット旅客機のARJ21が、上海から西安まで初の都市間飛行を実施。
- 7月23日 - 前年に設立されたフジドリームエアラインズ（日本の地域航空会社）が就航。
- 7月24日 - マシュハド国際空港で、アーリヤー航空1525便イリューシン Il-62Mが着陸に失敗（「アーリヤー航空1525便着陸失敗事故」）。
- 7月28日 - この年設立されたカンボジア・アンコール航空、メコン航空が共に就航。
- 8月31日 - エア・フィリピンが運航停止（2010年から後継のエアフィル・エクスプレスが運航）。
- 12月 - ジェットアジア・エアウェイズ（タイのチャーター便専門の航空会社）が設立。
- 12月7日 - 弾道飛行スペースプレーンのスペースシップツー1号機がロールアウト。

## 2009年に初飛行した機体の画像

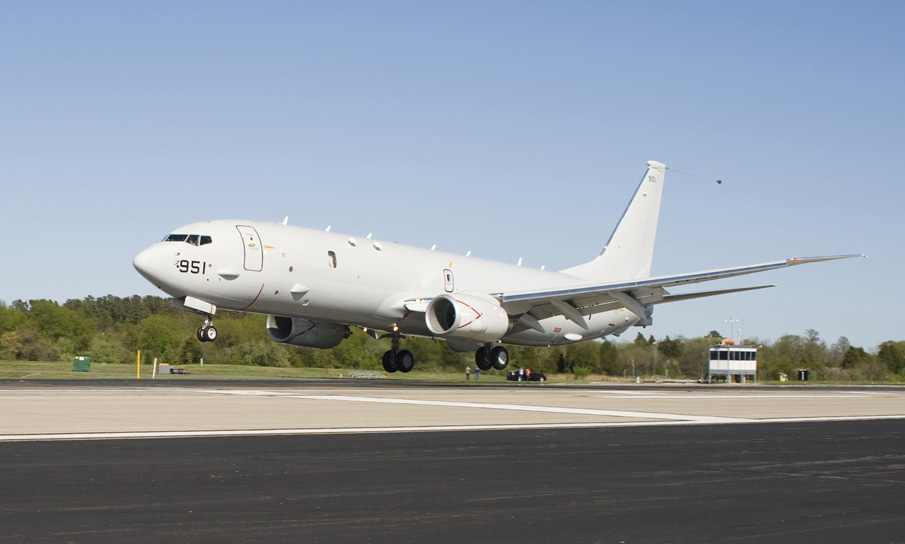
P-8（P-8A試作1号機） （4月25日）
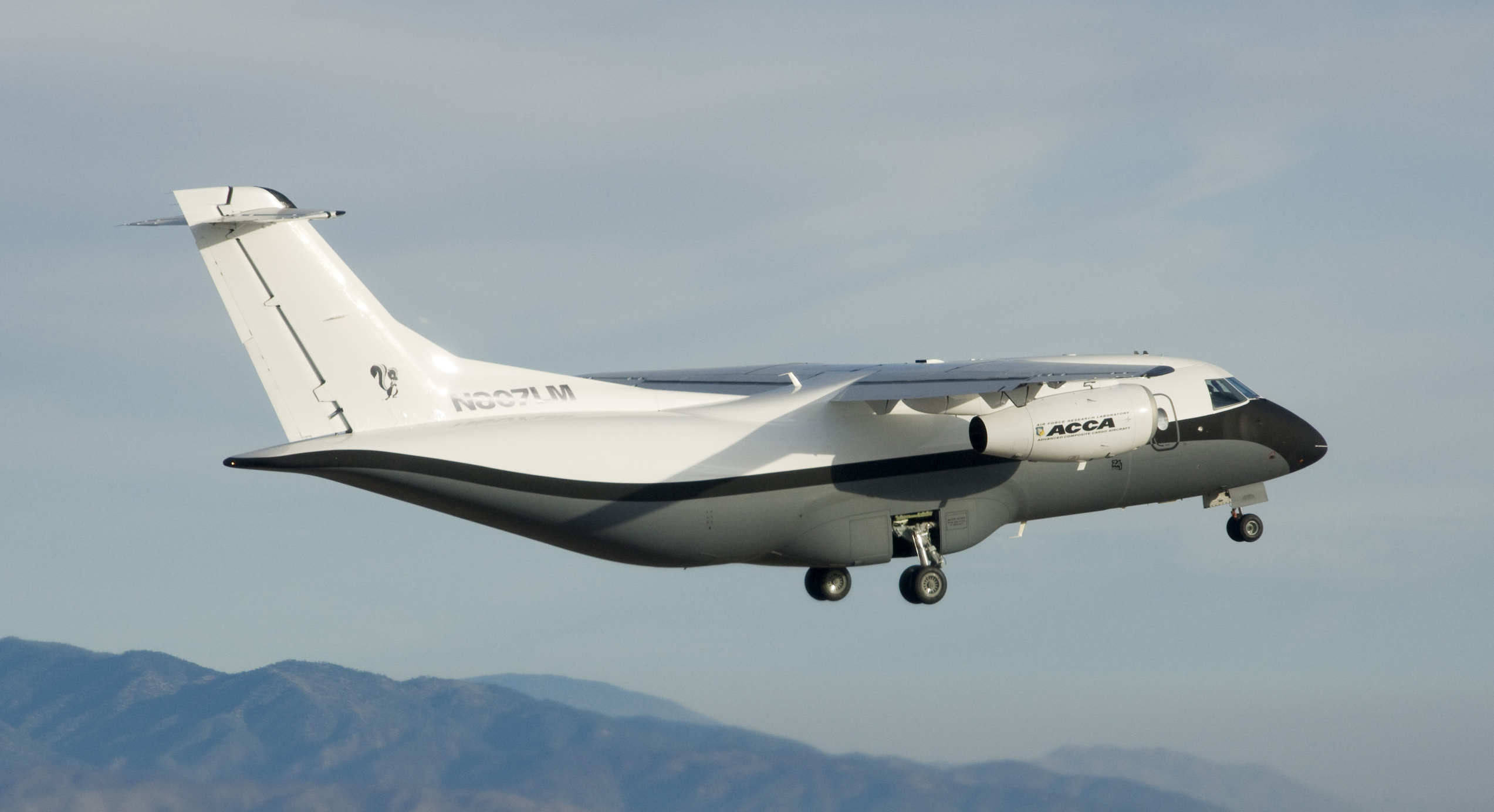
ロッキード・マーティン X-55 ACCA （6月2日）
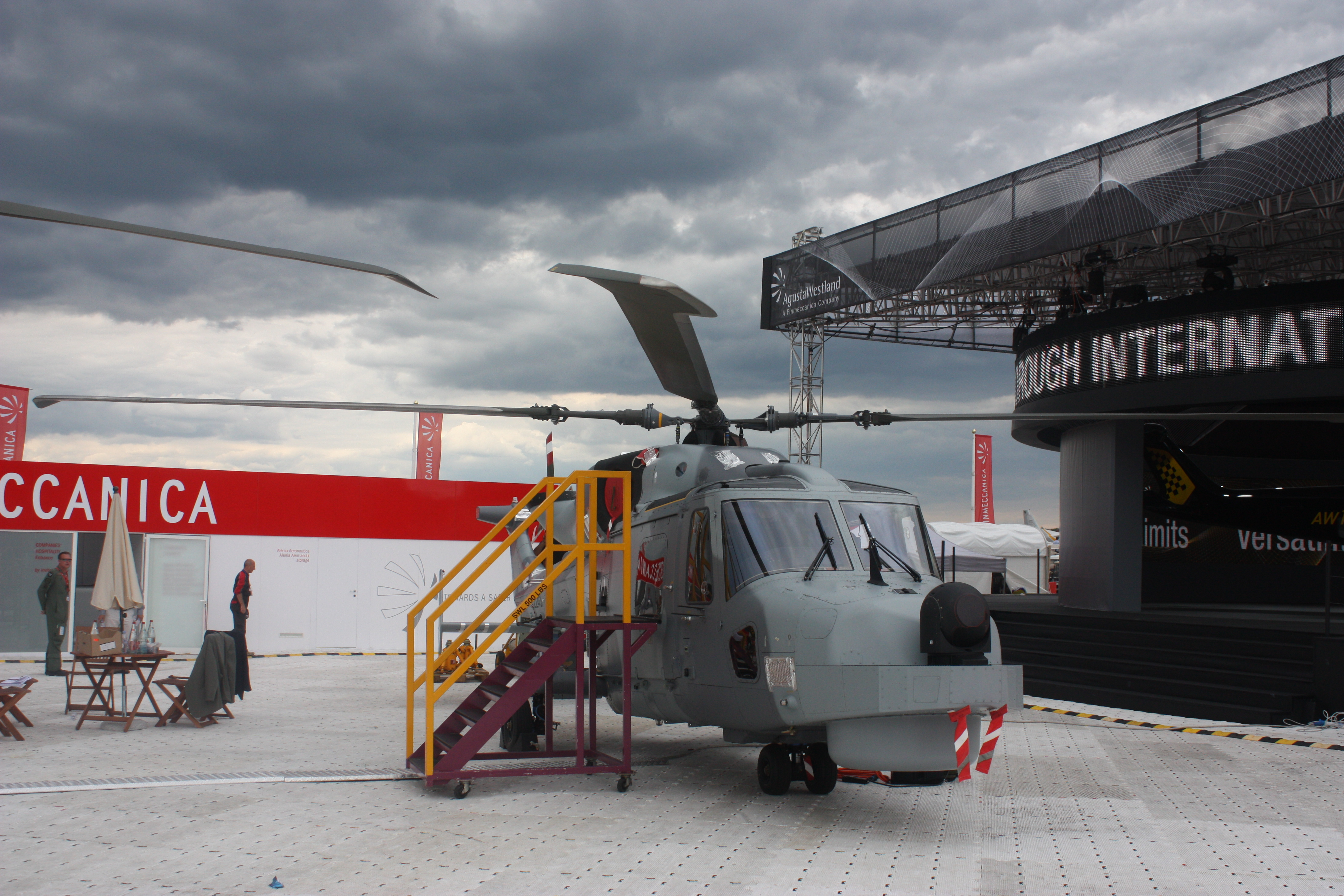
アグスタウェストランド AW159 （11月12日）
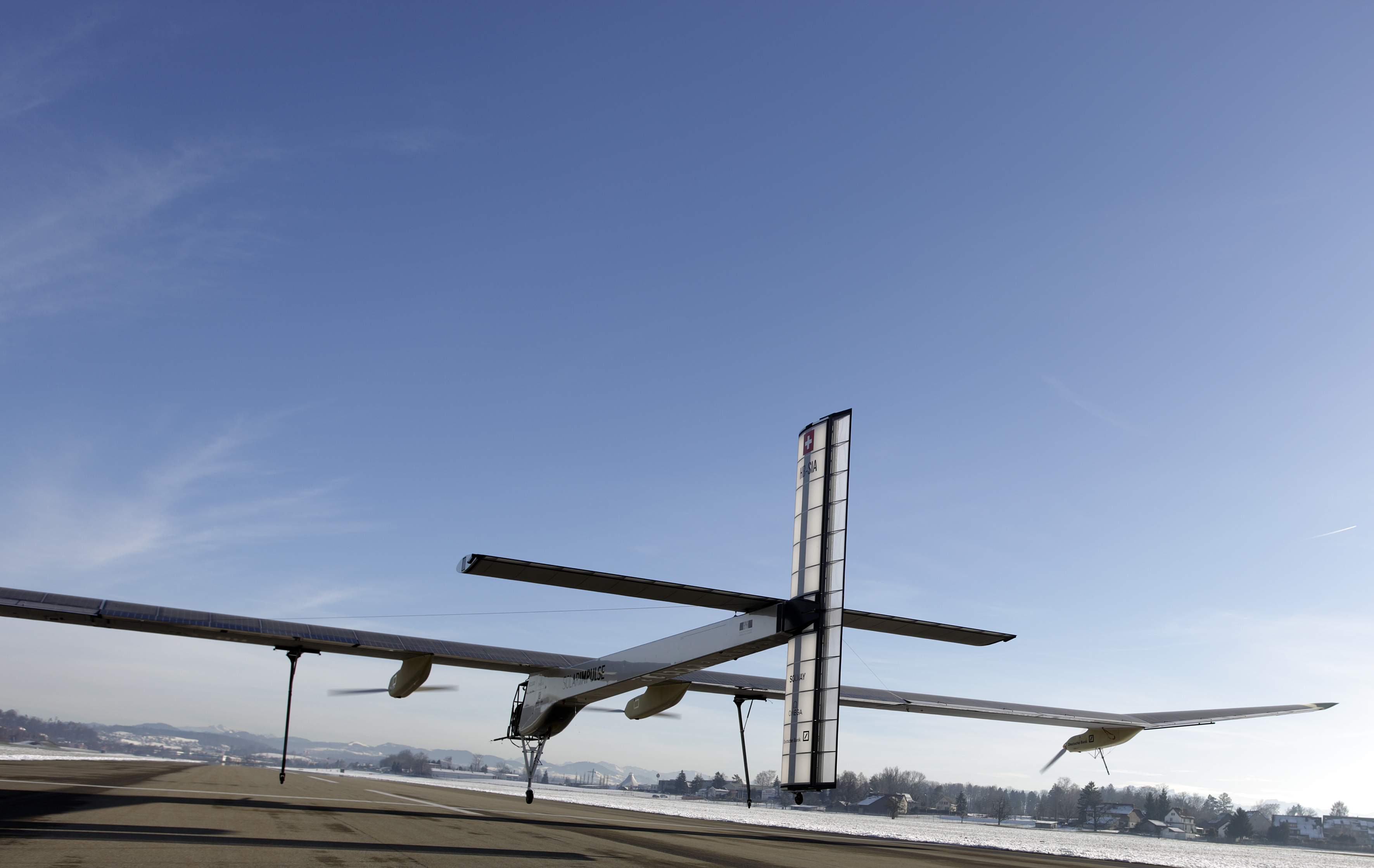
ソーラー・インパルス （12月3日）
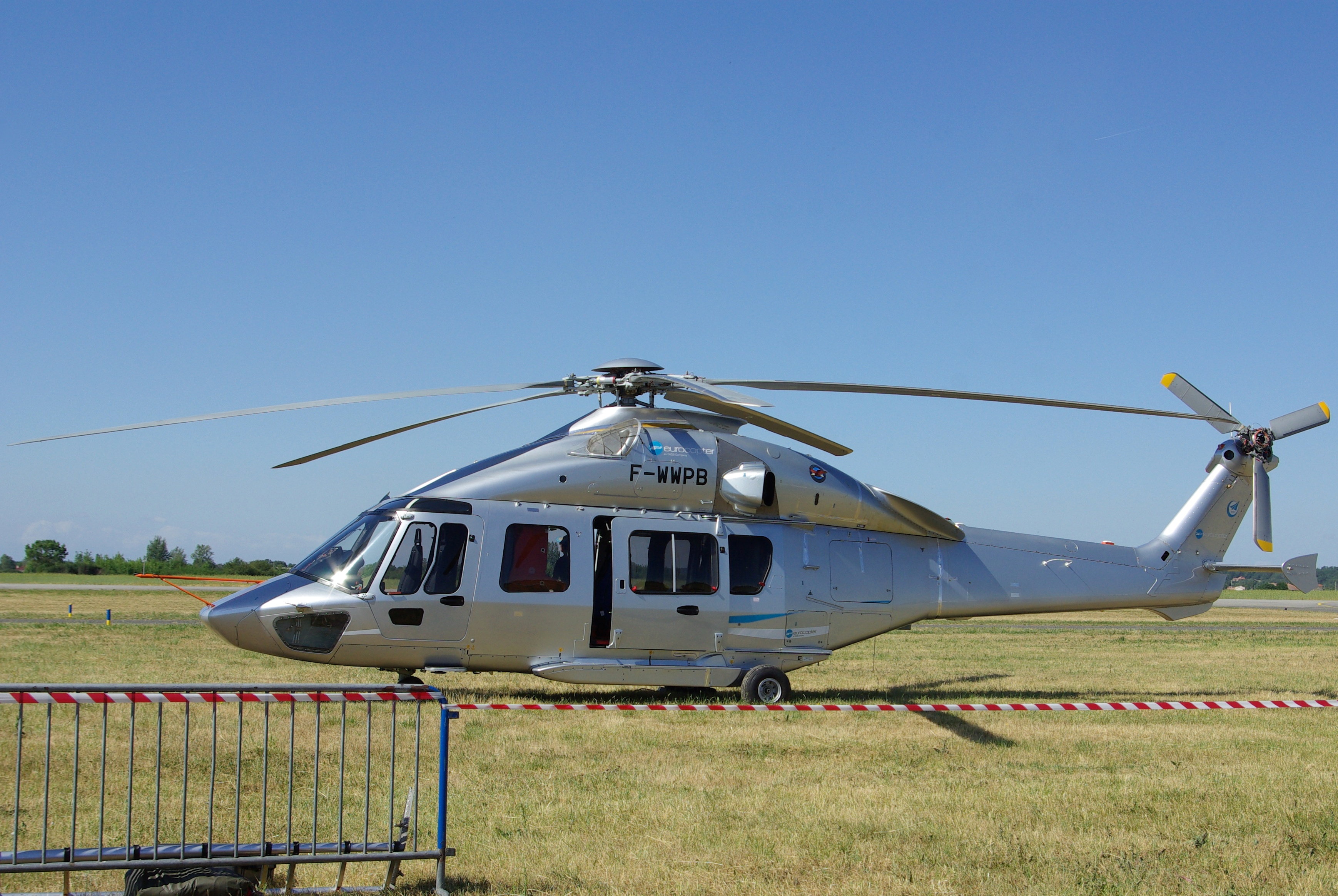
ユーロコプター EC 175 （12月4日）
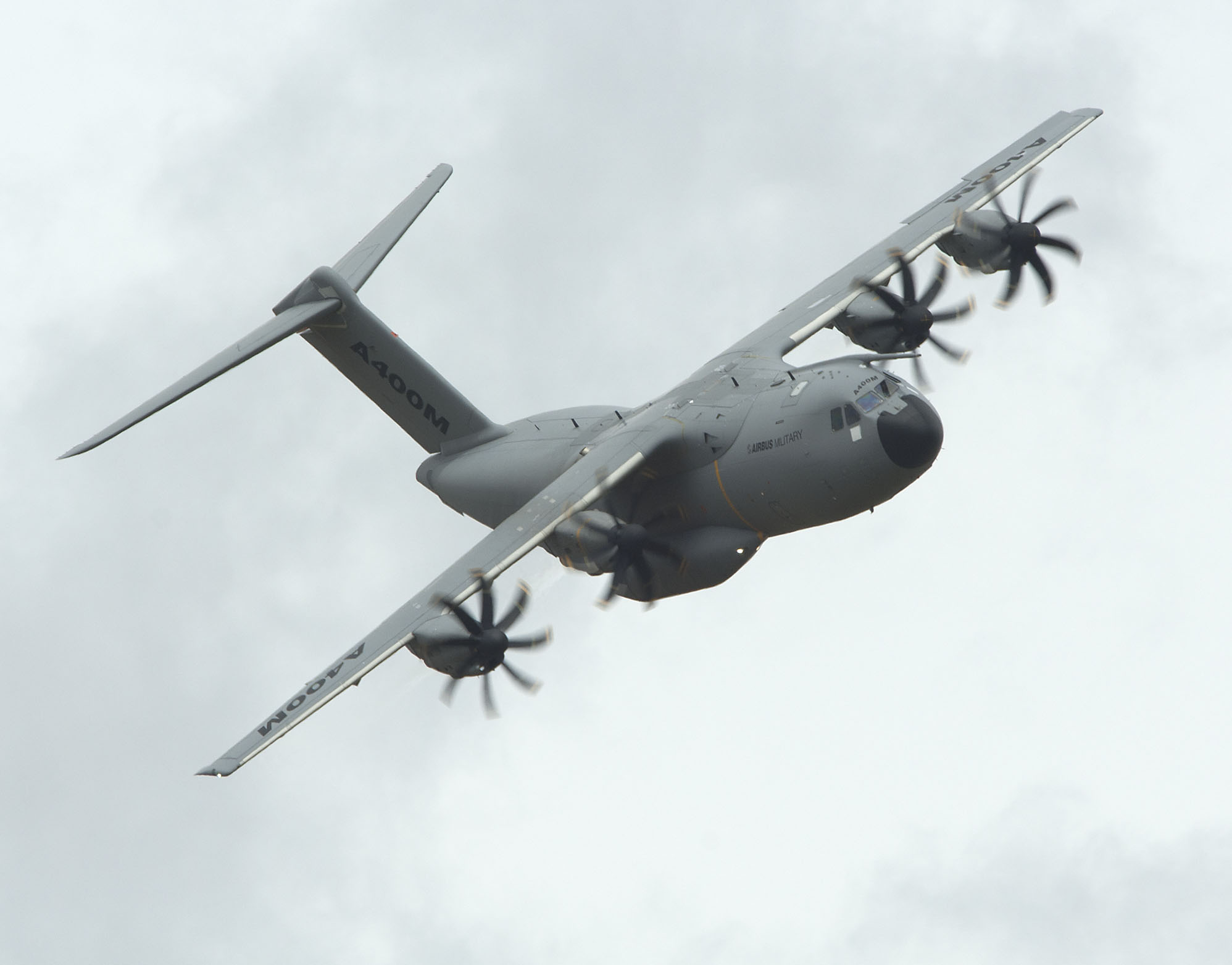
エアバス A400M （12月11日）
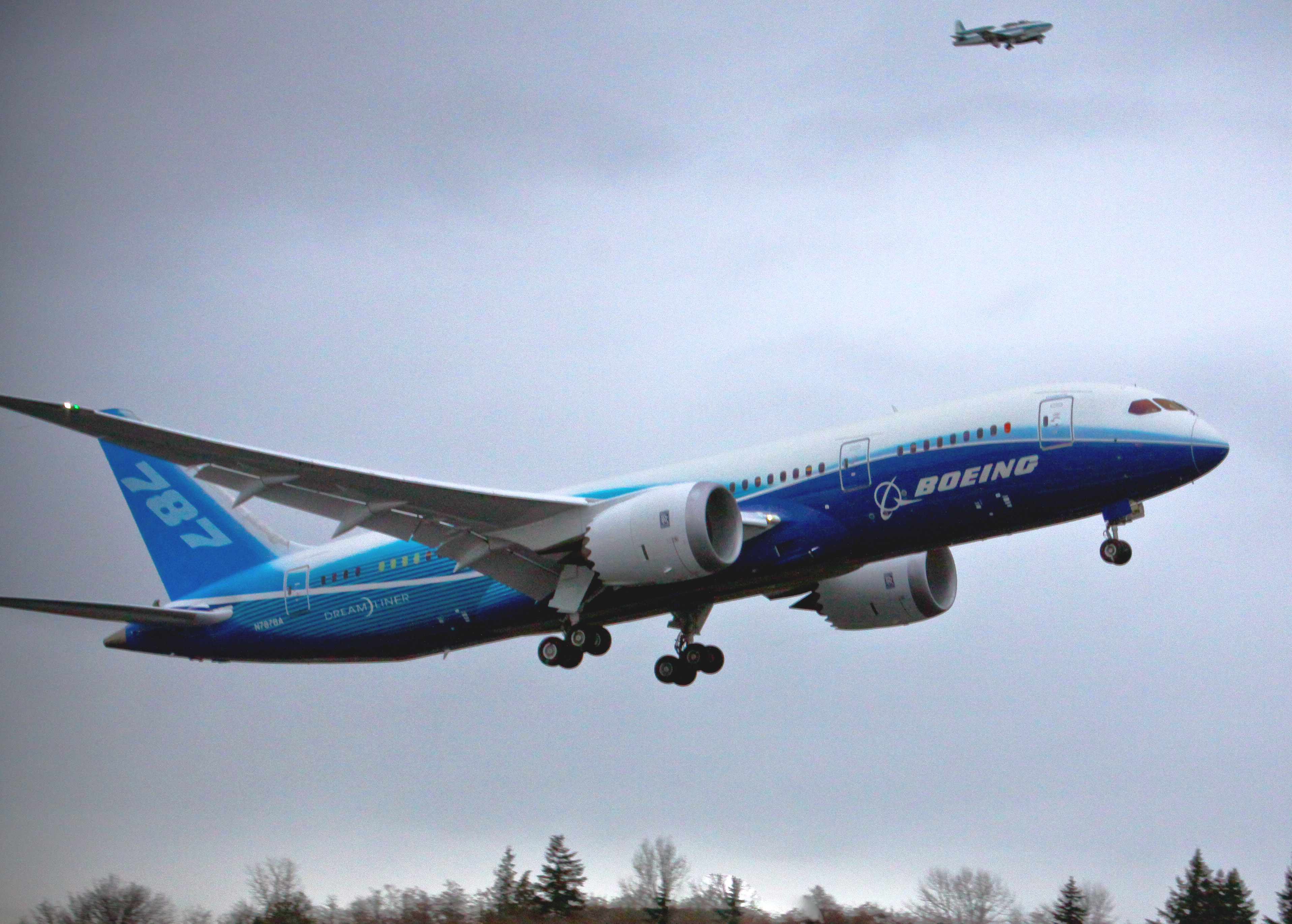
ボーイング787 （12月15日）